# Laskowiec (Podlachie)
Laskowiec  est un village polonais de la gmina de Trzcianne dans le powiat de Mońki et dans la voïvodie de Podlachie. Il se situe à environ 10 kilomètres à l'ouest de Trzcianne, à 21 kilomètres au sud-ouest de Mońki et à 65 kilomètres au nord-ouest de Białystok.
Selon le recenssement de la commune de 1921, ont habité dans le village 238 personnes, dont 226 étaient catholiques et 12 judaïques. Parallèlement, 226 habitants ont déclaré avoir la nationalité polonaise, 12 la nationalité juive. Dans le village, il y avait 45 bâtiments habitables.